# Federação Costarriquenha de Voleibol
A Federação Costarriquenha de Voleibol  (em espanholːFederación Costarricense de Voleibol,FeCoVol) é  uma organização fundada em 1970 que governa a pratica de voleibol na Costa Rica, sendo membro da Federação Internacional de Voleibol e da Confederação da América do Norte, Central e Caribe de Voleibol, a entidade é responsável por  organizar  os campeonatos nacionais de  voleibol masculino e feminino no país.